# Club Deportivo Numancia de Soria 2012-2013

## Rosa
| N. |                         | Ruolo | Calciatore         |
| -- | ----------------------- | ----- | ------------------ |
| 1  | Spagna (bandiera)       | P     | Biel Ribas         |
| 2  | Spagna (bandiera)       | D     | Iván Malón         |
| 3  | Spagna (bandiera)       | D     | Adrián Ripa        |
| 4  | Nigeria (bandiera)      | C     | Stephen Sunday     |
| 5  | Venezuela (bandiera)    | C     | Julio Álvarez      |
| 6  | Spagna (bandiera)       | C     | Txomin Nagore      |
| 7  | Spagna (bandiera)       | C     | Miguel Ángel Nieto |
| 8  | Spagna (bandiera)       | A     | Airam              |
| 9  | Spagna (bandiera)       | A     | Juanjo             |
| 10 | RD del Congo (bandiera) | C     | Cedric Mabwati     |
| 11 | Spagna (bandiera)       | A     | Javier Del Pino    |
| 13 | Spagna (bandiera)       | P     | Iago Herrerín      |
| 14 | Spagna (bandiera)       | C     | Antonio Tomás      |

| N. |                           | Ruolo | Calciatore          |
| -- | ------------------------- | ----- | ------------------- |
| 15 | Costa d'Avorio (bandiera) | A     | Lago Júnior         |
| 16 | Spagna (bandiera)         | C     | Juanma              |
| 17 | Spagna (bandiera)         | C     | Gorka Larrea García |
| 18 | Spagna (bandiera)         | D     | Egoitz Jaio         |
| 19 | Spagna (bandiera)         | A     | Natalio Lorenzo     |
| 20 | Spagna (bandiera)         | D     | Francisco Regalón   |
| 21 | Spagna (bandiera)         | C     | Miguel Bedoya       |
| 22 | Spagna (bandiera)         | D     | Eneko Satrústegui   |
| 23 | Spagna (bandiera)         | D     | Unai Expósito       |
| 24 | Spagna (bandiera)         | D     | Baltasar Rigo       |
| 26 | Spagna (bandiera)         | D     | Edu Gil             |
| 27 | Spagna (bandiera)         | C     | Bonilla             |